# Reykjavík International Film Festival
Il Reykjavík International Film Festival (IS)  Alþjóðleg kvikmyndahátíð í Reykjavík, in acronimo RIFF, è il festival cinematografico islandese, nato nel 2004 e svoltosi con cadenza annuale, dedicato al cinema indipendente.

## La nascita del festival
Fondato nel 2004 da un gruppo di professionisti e di appassionati di cinema, guidati da Hrönn Marinósdóttir, direttrice del Festival, con l'intento di far conoscere in Islanda il cinema internazionale e di promuovere lo scambio interculturale.

## Lo sviluppo

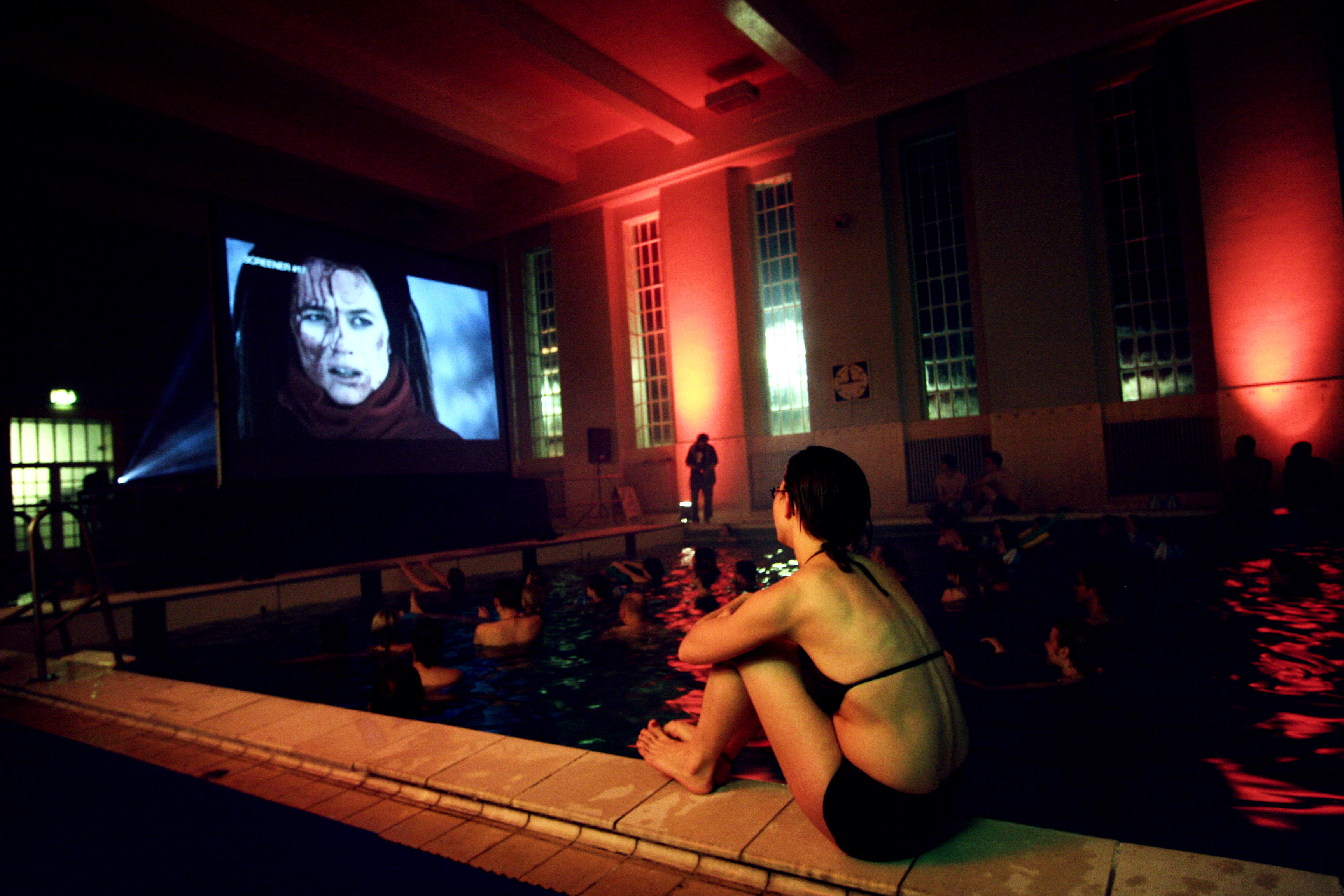
Proiezione di film in piscina (edizione 2009)

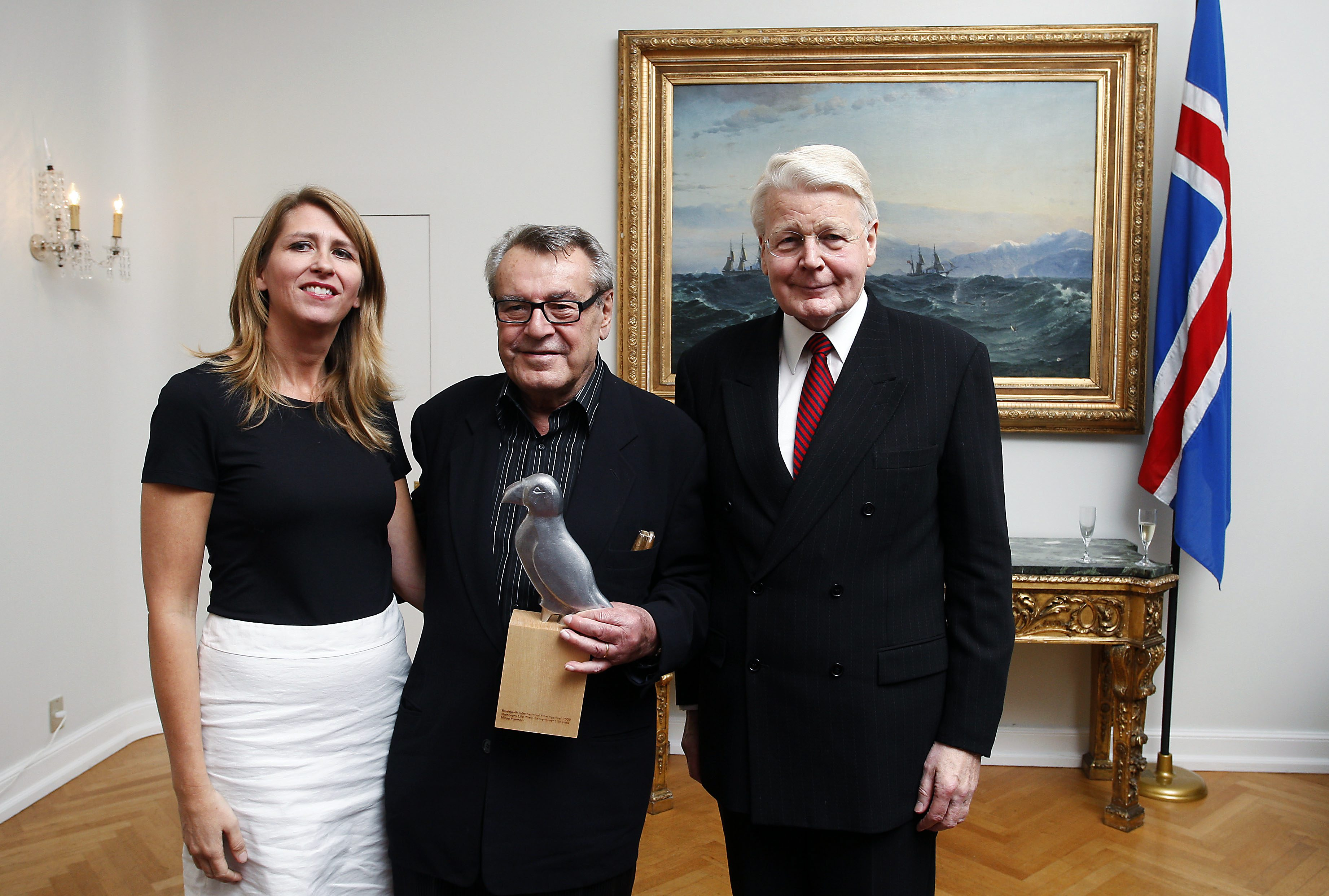
La premiazione di Miloš Forman (edizione 2009), al centro fra la direttrice del Festival Hrönn Marinósdóttir ed il Presidente della Repubblica Ólafur Ragnar Grímsson

Il festival si svolge alla fine di settembre e dura 11 giorni.. 
Al RIFF sono stati presentati film provenienti da una quarantina di paesi.
Le modalità di svolgimento sono peculiari ed innovative: per alcune proiezioni il pubblico segue i film in piscina, nei drive-in o a casa dei registi islandesi che invitano il pubblico per commentare le pellicole. 
Il premio principale è il “Pulcinella di mare d'oro” (Golden Puffin), dedicato al volatile diffuso in Islanda.
Esistono altri premi, tra cui uno promosso dalla Chiesa nazionale d'Islanda.

## Sezioni
- New Visions – costituisce la categoria principale del festival; è limitata alle opere prime e seconde
- Open Seas (fuori concorso) – film ammirati nel mondo
- Icelandic Panorama – vetrina del cinema islandese
- A Different Tomorrow
- Documentari
- Youth Programme
- Focus On – Osservatorio sul cinema di un solo Paese ogni anno
- Emerging master
- Honorary Retrospective
- Golden Egg

## Vincitori

### Golden Puffin
- 2005: La morte del signor Lazarescu (Romania, 2005) di Cristi Puiu
- 2006: Il segreto di Esma (Austria/Bosnia ed Erzegovina/Germania/Croazia, 2006) di Jasmila Žbanić
- 2007: Iska's Journey (Ungheria, 2007), di Csaba Bollók
- 2008: Tulpan (Germania/Svizzera/Kazakistan/Russia/Polonia, 2008) di Sergey Dvortsevoy
- 2009: J'ai tué ma mère (Canada, 2009) di Xavier Dolan
- 2010: Le quattro volte (Italia/Germania/Svizzera, 2010) di Michelangelo Frammartino
- 2011: Twilight Portrait (Russia, 2011) di Angelina Nikonova
- 2012: Re della terra selvaggia (USA, 2012) di Benh Zeitlin
- 2013: Still Life (Regno Unito/Italia, 2013) di Uberto Pasolini
- 2014: Smetto quando voglio (Italia, 2014) di Sydney Sibilia

### Premi alla carriera
(il premio non è stato assegnato tutti gli anni)
Abbas Kiarostami (2005), Alexander Sokurov (2006), Hanna Schygulla (2007), Costa-Gavras (2008), Miloš Forman (2009), Jim Jarmusch (2010), Béla Tarr (2011), Dario Argento (2012), Mike Leigh (2014)